# ششی وادوا
شَشی وادوا (انگلیسی: Shashi Wadhwa؛ زادهٔ ۳۰ ژوئیه ۱۹۴۸) رئیس انستیتوی علوم پزشکی سراسری هند، دهلی نو بود. علایق اصلی تحقیقاتی او نوروبیولوژی تکاملی، مورفولوژی کمی و میکروسکوپ الکترونی است. آزمایشگاه او عمدتاً بر روی مغز انسانِ در حال رشد متمرکز بود. او همچنین فرد شناخته‌شده‌ای در حوزه آموزش و پرورش در هند است، به‌ویژه برای نقش‌آفرینی‌اش در توسعه شبکه مدارس دولتی دهلی (DPS) و شکل‌دهی به چارچوب آموزشی مدارس بوده است.

## تحصیل
شَشی مدرک کارشناسی خود را در سال ۱۹۷۰ از کالج پزشکی NSCB در جبال‌پور دریافت کرد و سپس برای ادامه تحصیلات تکمیلی در مقطع کارشناسی ارشد و دکترا، به گروه آناتومی مؤسسه علوم پزشکی آل‌ایندیا (AIIMS) پیوست.

## حرفه

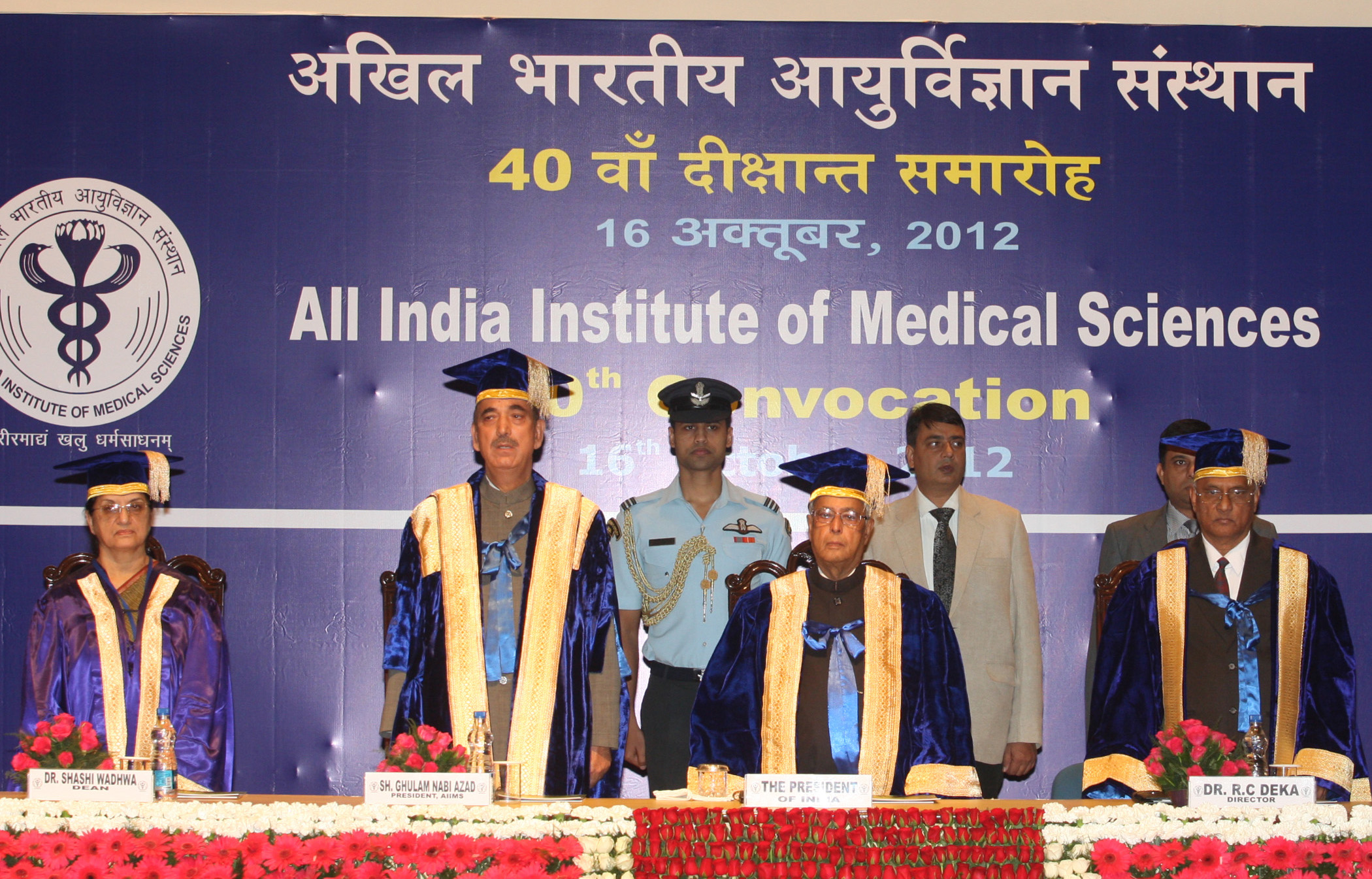
دکتر ششی وادوا در چهلمین گردهمایی سالانه مؤسسه علوم پزشکی تمام هند (AIMS)، در دهلی نو در ۱۶ اکتبر ۲۰۱۲

شَشی تا زمان بازنشستگی خود به عنوان استاد و در نهایت رئیس گروه آناتومی فعالیت کرد. او از سال ۱۹۷۲ در مؤسسه علوم پزشکی آل‌ایندیا (AIIMS) به تدریس و آموزش دانشجویان کارشناسی و کارشناسی ارشد (MSc)، دکترای پزشکی (MS) و دکترای تخصصی (PhD) مشغول بوده است. او ۶۷ مقاله تحقیقاتی بین‌المللی و ۳۷ مقاله ملی، ۲۷ فصل در کتاب‌ها و همچنین ۱۳ کتاب و مجموعه‌مقاله را منتشر یا ویرایش کرده است.

## تحقیقات عمده
عمده علایق تحقیقاتی او عبارتند از: نوروبیولوژی رشدی، مورفولوژی کمی، میکروسکوپ الکترونی
علایق اصلی تحقیقاتی او شامل نوروبیولوژی رشد، مورفولوژی کمی و میکروسکوپ الکترونی است. آزمایش‌های او عمدتاً بر روی مغزِ در حال رشد انسان متمرکز بوده است. نخاع انسان، مسیر بینایی، هسته‌های مخچه و عصب‌دهی خودکار مثانه انسان مورد مطالعه قرار گرفته‌اند تا دوره‌های بحرانی که این مناطق در معرض تغییرات در ریز محیط جنین هستند و می‌توانند منجر به ناهنجاری‌های رشدی مرتبط شوند را تشخیص دهند. این مطالعات داده‌های پایه‌ای برای مقایسه با مواد پاتولوژیک و آزمایش‌های حیوانی فراهم و همچنین به درک بهتر فرآیندهای مرتبط با رشد این مناطق در سطح مولکولی کمک کرده‌اند.
از دیگر تحیقات او اثرات فعالیت عصبی ناشی از تجربه بر روی هسته‌های شنوایی در حال رشد جوجه‌ها، منطقه ارتباطی شنوایی بالاتر - مدیوروسترال نئواستریاتوم هیپراستریاتوم ونتراله و هیپوکامپ است. روش‌های استریولوژیک برای کمی‌سازی، ایمونوهیستوشیمی و روش‌های وسترن بلات برای تعیین تغییرات مورفولوژیکی و نوروشیمیایی کمی ناشی از تحریک شنوایی پیش از تولد انجام می‌شود. این مطالعات با هدف کمک به درک پایه عملکرد بهتر نوزادان جوجه در پاسخ به نشانه‌های شنوایی پیش از تولد انجام می‌شوند. چنین الگویی ممکن است به کاهش کمبودها در اختلالات مرتبط با کسب زبان و یادگیری در کودکان و همچنین بهبود قابلیت‌های یادگیری کودکان عادی کمک کند.

## افتخاران
ششی، که به عنوان عضو منتخب آکادمی ملی علوم پزشکی انتخاب شده، برای کارهایش با جوایز و افتخارات متعددی مورد تقدیر قرار گرفته است. او در سال ۱۹۹۰ جایزه شانتی سواروپ بهنگر شورای تحقیقات علمی و صنعتی (CSIR) و در سال ۲۰۱۳ جایزه دستاورد بی‌کی باخاوات را دریافت کرد. با دریافت این جوایز او به جمع ۲۳ دانشمند پیروی در هند اضافه شد.
او دارای عضویت مادام العمر در مراکز زیر است: سازمان بین‌المللی تحقیقات مغز، گروه هندی انجمن بین‌المللی استریولوژی، آکادمی علوم اعصاب هند، انجمن میکروسکوپی الکترونی هند، انجمن علوم ریخت‌شناسی دهلی و از سال ۱۹۹۹ عضو انجمن سرطان هند است. ششی همچنین در مرکز توسعه شبکه مدارس دولتی دهلی مشارکت داشته و تاکنون راهکارهایی را برای افزایش بهره‌وری و اصلاح سیستم آموزشی مدارس این کشور پیشنهاد کرده است.